# IC 3313
IC 3313 ist eine spiralförmige Zwerggalaxie vom Hubble-Typ Sa im Sternbild Coma Berenices am Nordsternhimmel. Sie ist schätzungsweise 46 Millionen Lichtjahre von der Milchstraße entfernt und hat einen Durchmesser von etwa 10.000 Lichtjahren. Die Galaxie ist unter der Katalognummer VCC 817 als Mitglied des Virgo-Galaxienhaufens gelistet. Gemeinsam mit PGC 40547 bildet sie das Galaxienpaar Holm 398.

Im selben Himmelsareal befinden sich u. a. die Galaxien NGC 4379, NGC 4396, NGC 4405, IC 787.
Das Objekt wurde am 7. Mai 1904 von Royal Harwood Frost entdeckt.